# Memorial Hubert Wagner 2015
Il Memorial Hubert Wagner 2015 si è svolto dal 22 al 24 agosto a Toruń, in Polonia: al torneo hanno partecipato sei squadre nazionali e la vittoria finale è andata per la sesta volta alla Polonia.

## Impianti
|                                                                              |  |  |
|                                                                              |  |  |
| Hala Sportowo-Widowiskowa Città: Toruń Capienza: 5 192 Anno d'apertura: 2014 |  |  |

## Regolamento

### Formula
Le squadre hanno disputato un'unica fase con formula del girone all'italiana.

### Criteri di classifica
Se il risultato finale è stato di 3-0 o 3-1 sono stati assegnati 3 punti alla squadra vincente e 0 a quella sconfitta, se il risultato finale è stato di 3-2 sono stati assegnati 2 punti alla squadra vincente e 1 a quella sconfitta.
L'ordine del posizionamento in classifica è stato definito in base a:
- Punti;
- Ratio dei set vinti/persi;
- Ratio dei punti realizzati/subiti.

## Squadre partecipanti
| Squadra  | Qualificazione      | Ultima partecipazione       |
| -------- | ------------------- | --------------------------- |
| Francia  | Wild card           | Debutto                     |
| Giappone | Wild card           | Debutto                     |
| Iran     | Wild card           | Memorial Hubert Wagner 2012 |
| Polonia  | Paese organizzatore | Memorial Hubert Wagner 2014 |

## Torneo

### Risultati
| 22 agosto 2015 Hala Sportowo-Widowiskowa, Toruń Durata: ? - Spettatori: ? | Iran     | 0 - 3 | Francia  | 22-25, 23-25, 23-25               |
| 22 agosto 2015 Hala Sportowo-Widowiskowa, Toruń Durata: ? - Spettatori: ? | Polonia  | 3 - 0 | Giappone | 28-26, 25-15, 25-18               |
| 23 agosto 2015 Hala Sportowo-Widowiskowa, Toruń Durata: ? - Spettatori: ? | Giappone | 3 - 1 | Francia  | 20-25, 25-21, 25-21, 25-19        |
| 23 agosto 2015 Hala Sportowo-Widowiskowa, Toruń Durata: ? - Spettatori: ? | Polonia  | 3 - 1 | Iran     | 25-23, 18-25, 25-15, 25-20        |
| 24 agosto 2015 Hala Sportowo-Widowiskowa, Toruń Durata: ? - Spettatori: ? | Giappone | 3 - 0 | Iran     | 33-31, 25-21, 25-20               |
| 24 agosto 2015 Hala Sportowo-Widowiskowa, Toruń Durata: ? - Spettatori: ? | Polonia  | 3 - 2 | Francia  | 25:27, 19:25, 26:24, 25:23, 15:13 |

### Classifica
| Pos | Squadra  | Pt | G | V | P | SV | SP | Ratio | PF  | PS  | Ratio |
| --- | -------- | -- | - | - | - | -- | -- | ----- | --- | --- | ----- |
| 1   | Polonia  | 8  | 3 | 3 | 0 | 9  | 3  | 3.000 | 279 | 254 | 1.098 |
| 2   | Giappone | 6  | 3 | 2 | 1 | 6  | 4  | 1.500 | 237 | 234 | 1.012 |
| 3   | Francia  | 4  | 3 | 1 | 2 | 6  | 6  | 1.000 | 273 | 273 | 1.000 |
| 4   | Iran     | 0  | 3 | 0 | 3 | 1  | 9  | 0.111 | 223 | 251 | 0.888 |

## Classifica finale
| Pos | Squadra  | Rosa |
| --- | -------- | --- |
|     | Polonia  | Formazione: 1 Nowakowski, 2 Konarski, 3 Kurek, 4 Kłos, 5 Drzyzga, 6 Łomacz, 7 Kubiak, 8 Gacek, 9 Zatorski, 10 Możdżonek, 11 Włodarczyk, 12 Mika, 13 Buszek, 14 Bieniek, 15 Szalpuk, CT: Antiga                      |
|     | Giappone | Formazione: 1 Shimizu, 2 Sakai, 3 Takahashi, 4 Matsuoka, 5 Suzuki, 6 Fukatsu, 7 Kuriyama, 8 Ishikawa, 9 Abe, 10 Yako, 12 Yamauchi, 13 Fukatsu, 15 Yanagida, 16 Dekita, 17 Nagano, 18 Yoneyama, 25 Kodama, CT: Nambu |
|     | Francia  | Formazione: 1 Aguenier, 2 Grebennikov, 3 Rouzier, 4 Clévenot, 5 Corre, 6 K. Tillie, 7 Jaumel, 8 N'Gapeth, 9 Le Roux, 10 Lyneel, 11 Le Goff, 12 Maréchal, 13 Lafitte, 14 Sidibé, CT: L. Tillie                       |
| 4   | Iran     | |

## Premi individuali
| Premio                | Nome             | Squadra  |
| --------------------- | ---------------- | -------- |
| MVP                   | Michał Kubiak    | Polonia  |
| Miglior attaccante    | Dawid Konarski   | Polonia  |
| Miglior muro          | Piotr Nowakowski | Polonia  |
| Miglior servizio      | Mateusz Bieniek  | Polonia  |
| Miglior palleggiatore | Yoann Jaumel     | Francia  |
| Miglior ricevitore    | Yūki Ishikawa    | Giappone |
| Miglior libero        | Paweł Zatorski   | Polonia  |